# ديفيد جيرار
ديفيد جيرار (بالفرنسية: David Gérard) هو لاعب اتحاد الرغبي فرنسي، ولد في 26 نوفمبر 1977 في تولون في فرنسا.

## وصلات خارجية
- دايفيد جيرار عل موقع إسبنسكروم (الإنجليزية)
- دايفيد جيرار على موقع ItsRugby.co.uk (الإنجليزية)